# Pimelodella peruensis
Pimelodella peruensis är en fiskart som beskrevs av Fowler, 1915. Pimelodella peruensis ingår i släktet Pimelodella och familjen Heptapteridae. Inga underarter finns listade i Catalogue of Life.